# Convergentie (meteorologie)

Convergentie rond lagedrukgebieden en divergentie rond hogedrukgebieden ten noorden en zuiden van de evenaar.

Convergentie is het samenstromen van lucht. Dit kan zowel bij het aardoppervlak als in de bovenlucht plaatsvinden.
Aan het aardoppervlak heeft convergentie tot gevolg dat de lucht naar boven uit moet wijken met een luchtdrukdaling tot gevolg. Bij een lagedrukgebied stroomt de lucht naar het centrum, door wrijving spiraalsgewijs. De isobaren naderen elkaar hier. Doordat de stijgende lucht afkoelt, zal er bij voldoende vochtigheid wolkenvorming optreden met mogelijke neerslag.
Wanneer convergentie optreedt in de bovenlucht – onder de tropopauze – kan het teveel aan lucht enkel naar beneden verplaatst worden. Ten gevolge daarvan zal de luchtdruk aan het aardoppervlak stijgen met een hogedrukgebied tot gevolg.
Op een weerkaart wordt een convergentie weergegeven als een rode lijn met visgraatmotief.
Het omgekeerde van convergentie is divergentie.
Convergentie en divergentie komen ook voor in de ingang en uitgang van een jetstreak.